# José Campaña
José Ángel Gómez Campaña (ur. 31 maja 1993 w Sewilli) – hiszpański piłkarz występujący na pozycji pomocnika we hiszpańkim klubie Levante UD. Były młodzieżowy reprezentant Hiszpanii.

## Kariera
Campaña zadebiutował w profesjonalnym futbolu w wieku 16 lat, grając w rezerwach Sevilli FC w Segunda División B. W okresie przedsezonowym został dołączony do pierwszego składu za sprawą nowego trenera, Marcelino. 25 sierpnia 2011 roku zadebiutował w pierwszej drużynie. Wszedł na miejsce Niemca Piotra Trochowskiego i rozegrał 10 minut w zremisowanym 1-1 spotkaniu z Hannoverem 96 w Lidze Europy. Trzy dni później zadebiutował w lidze, kiedy zastąpił Manu del Morala przeciwko Maladze.
18 lipca 2013 roku podpisał 4-letni kontrakt z Crystal Palace.
22 lipca 2014 roku podpisał kontrakt z Sampdorią.

## Sukcesy
Hiszpania
- Mistrzostwo Europy do lat 19: 2011